# Trägergemeinschaft für Akkreditierung
Die Trägergemeinschaft für Akkreditierung German Association for Accreditation GmbH (TGA) ist eine ehemalige Akkreditierungsstelle und ist zum 1. Januar 2010 aufgegangen in der Deutschen Akkreditierungsstelle (DAkkS).
Gegründet wurde die TGA 1990 in Köln als Trägermeinschaft für Akkreditierung GmbH. Im Jahre 2000 verlegte die TGA ihren Sitz nach Frankfurt. Seit 2005 nannte sich die TGA offiziell TGA – Trägergemeinschaft für Akkreditierung – German Association for Accreditation GmbH. Im Zuge der EU-Richtlinie, die für jedes EU-Mitgliedsland genau eine oberste Akkreditierungsgesellschaft vorschreibt, erfolgte die Fusion.
Die TGA akkreditierte  Zertifizierungsstellen im gesetzlich nicht geregelten Bereich für Qualitätsmanagementsysteme (ISO 9001), QS 9000, SCC, EN 46001/2 und ISO/IEC Guide 66, Umweltmanagementsysteme nach ISO 14001 sowie Personalzertifizierungsstellen für
- Zerstörungsfreie Prüfung
- Fügetechnik und Schweißen
- Kfz-Sachverständige
- Korrosionssachverständige
- Grundstücksbewerter
- QM- und UM-Personal

Die Akkreditierung der Zertifizierungsstellen wurde auf der Basis der Normreihen DIN EN 45000 ff und DIN EN ISO/IEC 17000 ff durchgeführt. Die Personalzertifizierung führte die TGA nach DIN EN 45013 bzw. ISO 17024 durch.